# (35292) 1996 TE47
1996 TE47 (asteroide 35292) é um asteroide da cintura principal. Possui uma excentricidade de 0.04668530 e uma inclinação de 6.15036º.
Este asteroide foi descoberto no dia 11 de outubro de 1996 por Spacewatch em Kitt Peak.